# 김윤덕 (신문인)
김윤덕(金尹德 (1970년  ~ )은 대한민국의 조선일보의 기자이다. MBC 아나운서 출신의 방송인 김성주가 남동생이다.

## 학력
- 1988 ~ 1992 : 이화여자대학교 정치외교학과 학사 (1988학번)